# 沢山池
沢山池（さやまいけ）は、長野県上田市野倉・前山にまたがる池である。沢山湖（さやまこ）ともいう。

## 概要
信濃川水系産川に建設されたダムによって形成されるダム湖（人造湖）である。ダムは高さ26.9メートルのアースダムで、内部に設けた粘土のコア（遮水壁）によって水をせき止めるゾーン型フィルダムの一種である。当初は灌漑用水の確保を目的とするため池であった。のちに改修され洪水調節機能が加わり、現在では治水・利水を目的とする多目的ダムとなっている。

## 歴史

### 建設
長野県小県郡西塩田村野倉（現・上田市野倉）の産川（さんがわ・千曲川に注ぐ浦野川の支流）を上流にてせき止め、ため池を新設するという事業が1934年（昭和9年）9月に着工した。総工費28万2000円余り（当時）を投じ、12万9,300人余りを動員。工事は1938年（昭和13年）3月20日に竣工し、ダム湖には沢山池（澤山瀦水池）という名が付けられた。
沢山池より下流に広がる塩田平では、古くから水不足に備えて多くのため池が築かれている。沢山池はそれら多くのため池に水を供給するものとして建設されたものであったが、完成当初から漏水の問題を抱えていた。このため、戦後になって湖底部へセメントコンクリートを注入し、漏水の遮断が図られた。また、山間部に位置することから池の水温が低く、稲の発育にも支障をきたしてしまうことが指摘された。そこで1951年（昭和26年）から1952年（昭和27年）にかけて表層の温水部分を取水する設備を新設する工事が行なわれた。

### 再開発
年月が経過し老朽化したことから、県営防災ダム事業として沢山池を改修する工事が1987年（昭和62年）8月に起工された。改修にあたり、これまで沢山池の主目的であった灌漑用水の確保に加えて洪水調節機能の追加が盛り込まれた。自由越流形の余水路に放流用ゲートを1門追加し、放水路として延長119メートルのトンネルを掘削。堤体上流側には表面700平方メートルにわたって防波ブロックによる護岸工を施し、堤頂右岸にダム管理事務所を建設した。総事業費6億6,400万円が投じられた沢山池改修事業は、1996年（平成8年）3月に竣工した。同年、事業完了を記念した石碑（碑文「産川之泉澤山」。長野県知事吉村午良揮毫）が湖畔の沢山池管理事務所前に建立された。

## 周辺
沢山池は上田市塩田平の山奥にあり、周辺は保安林となっている。池の東側から南側にかけて林道がある。沢山池を訪れるには（1）別所温泉より長野県道177号鹿教湯別所上田線を経由し上田市野倉の本村（北）地区より進むルート、（2）上田市前山から産川に沿って進むルート、（3）上田市手塚から進むルート、（4）長野県道12号丸子信州新線より産川上流側から林道を進むルートがある。池周辺の林道は乗用車1台通れる程度の道幅しかない。なお（2）の経路は崖崩れのためダム堤頂左岸より上田市前山の鞍が淵（鞍が淵森林浴公園）までの間は全面通行止めとなっている。

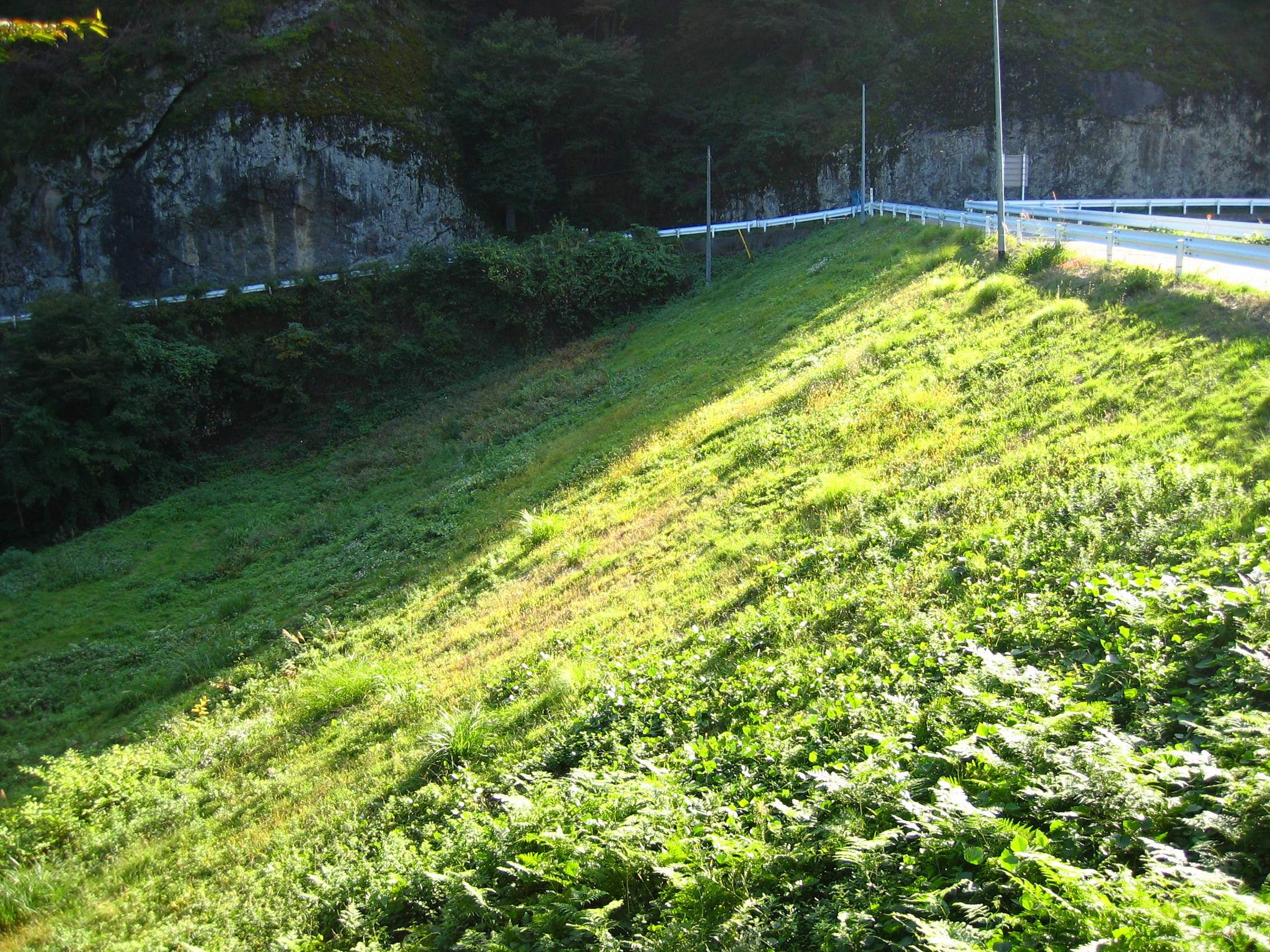
ダム下流側
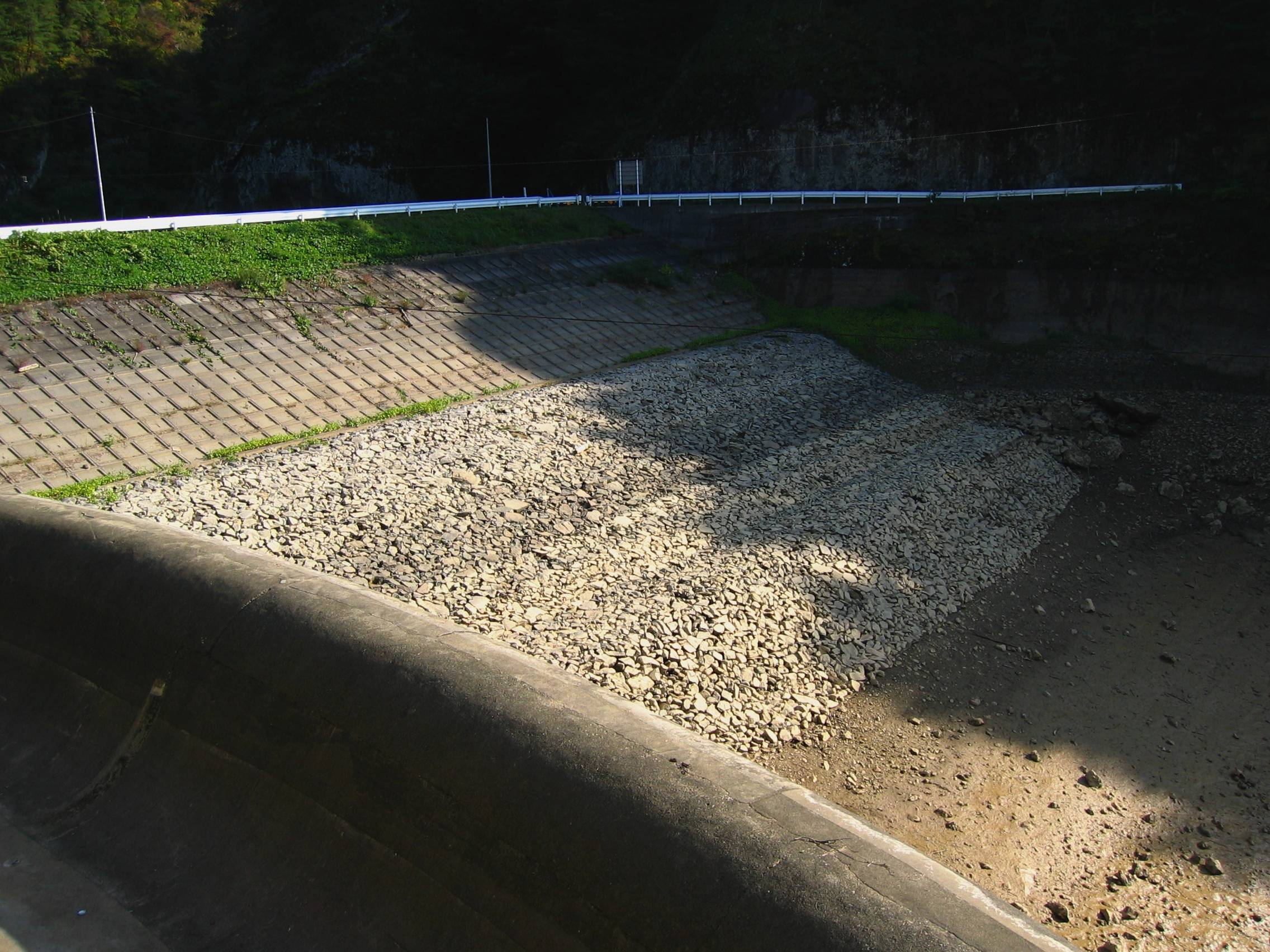
ダム上流側
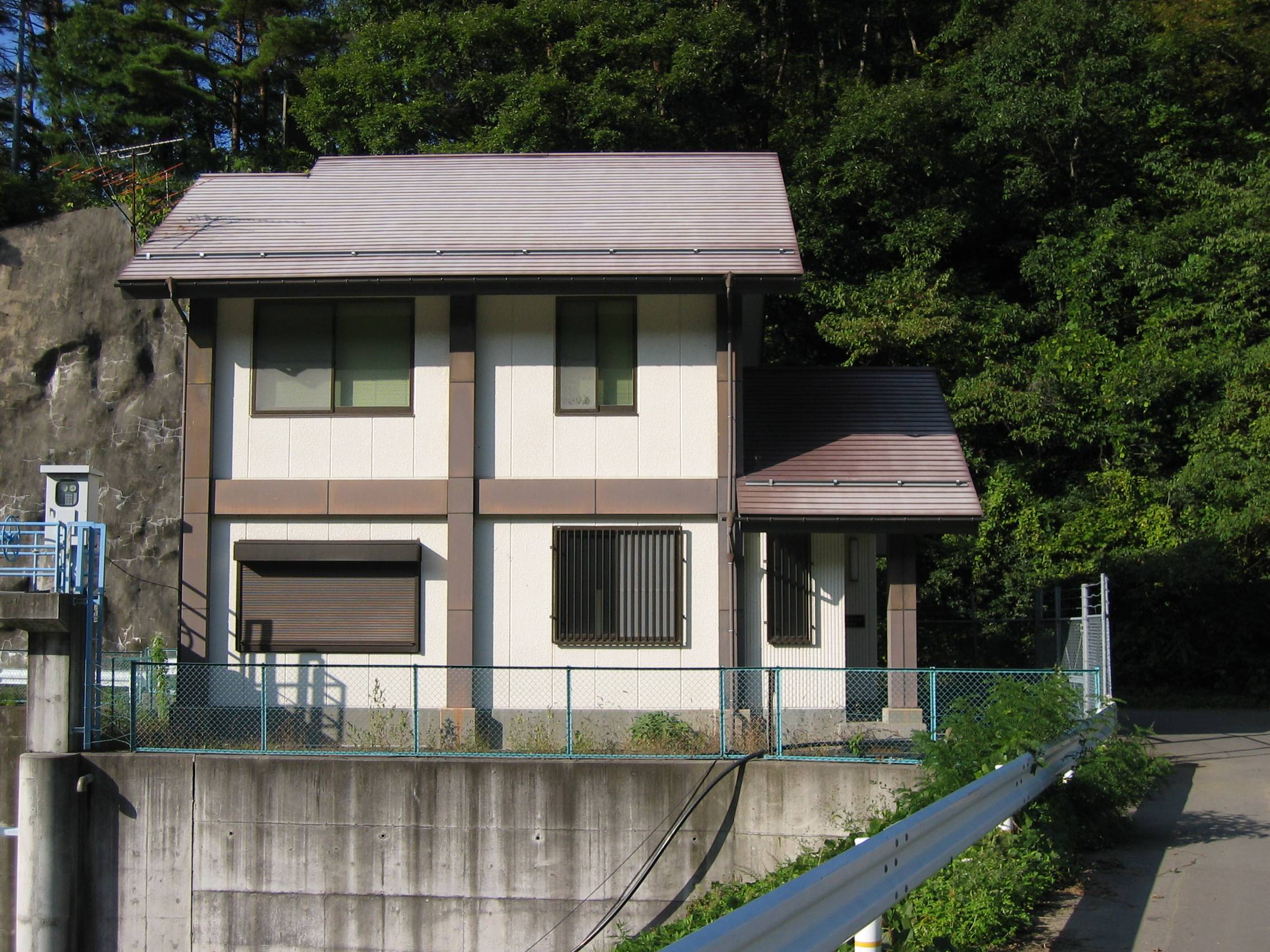
沢山池管理事務所
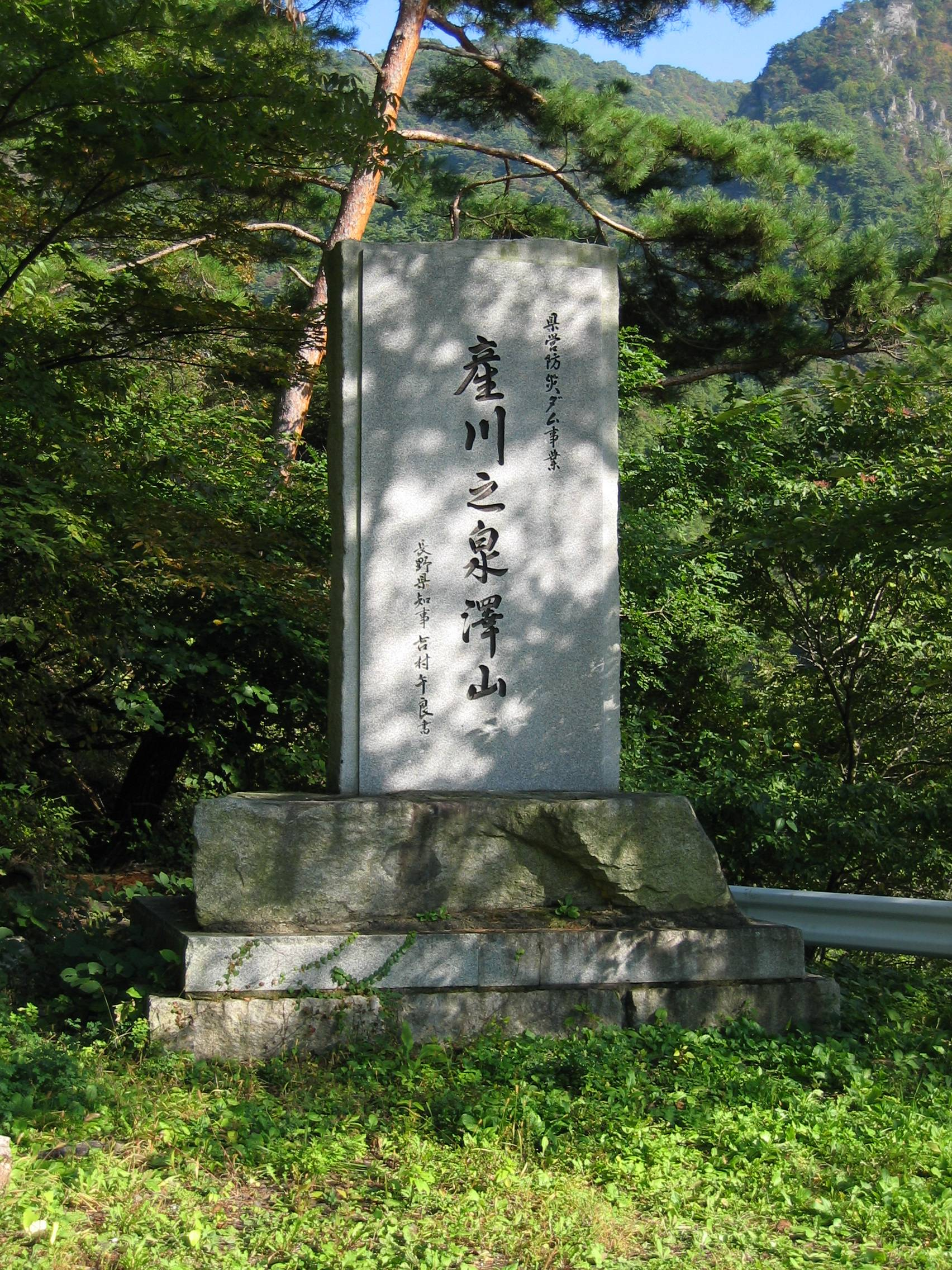
改築工事竣工記念碑 『産川之泉澤山』
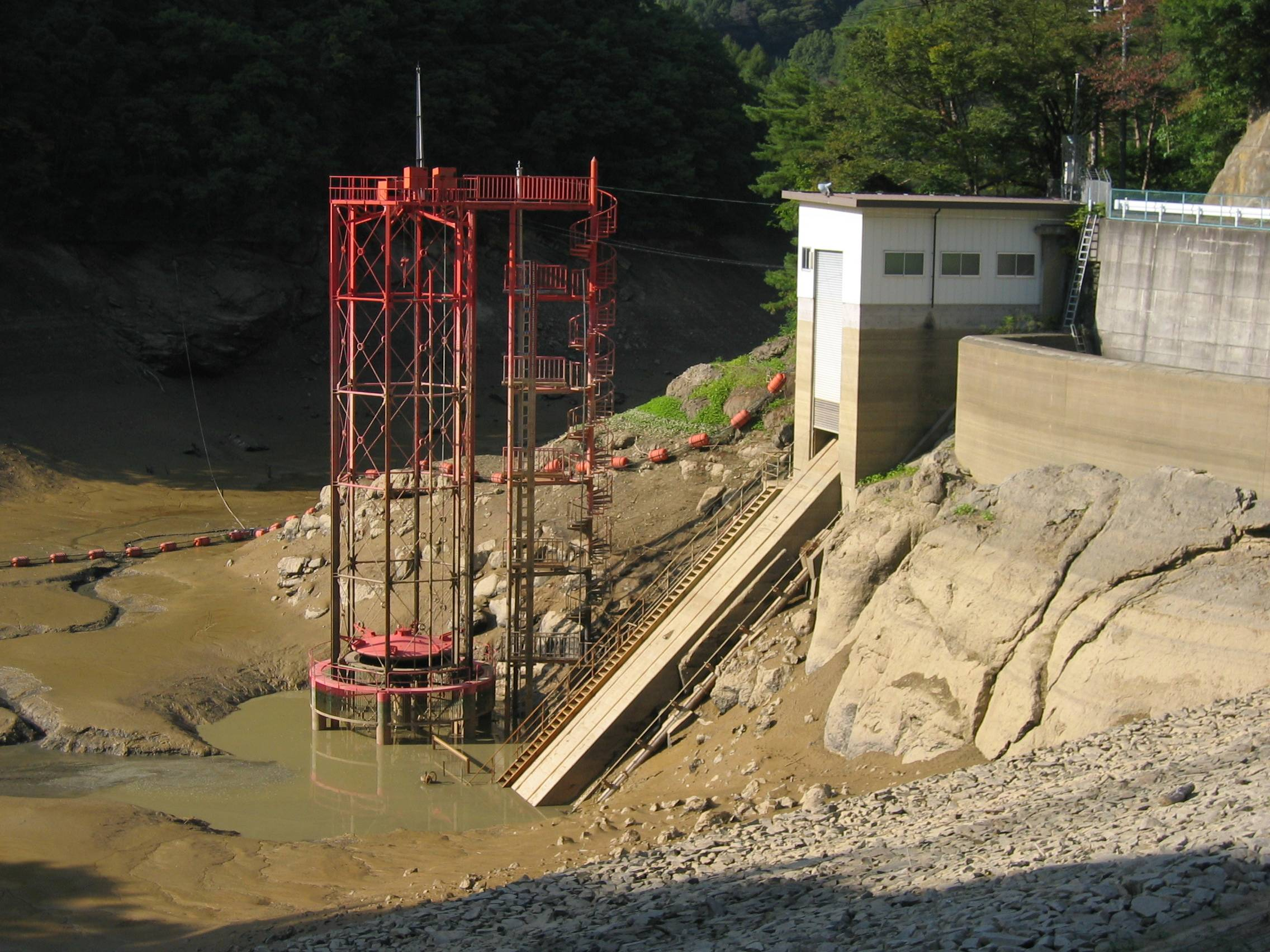
インクライン（右）と取水口（左）
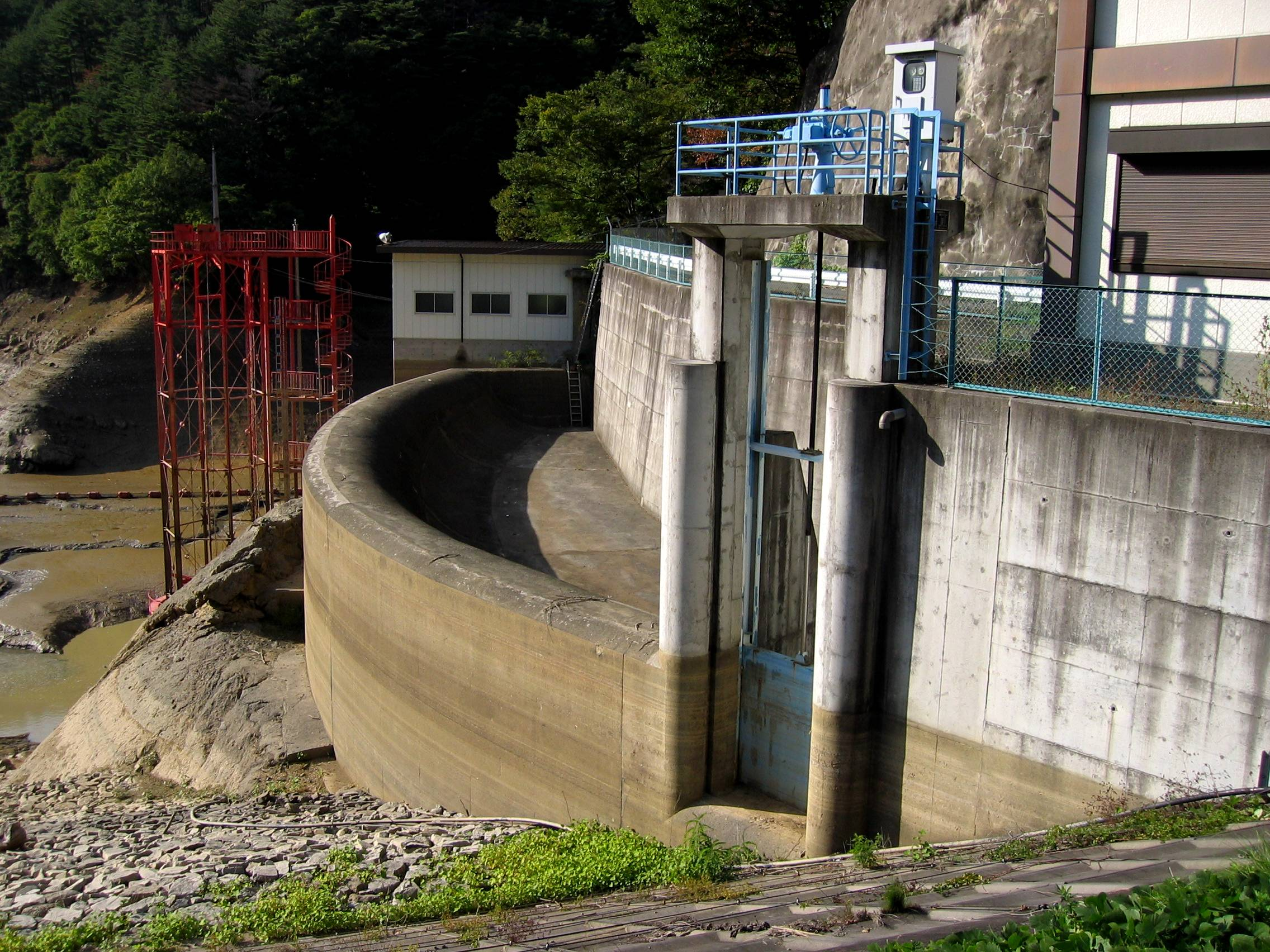
左岸放流設備 トンネルを通じて100メートル下流に放流される。
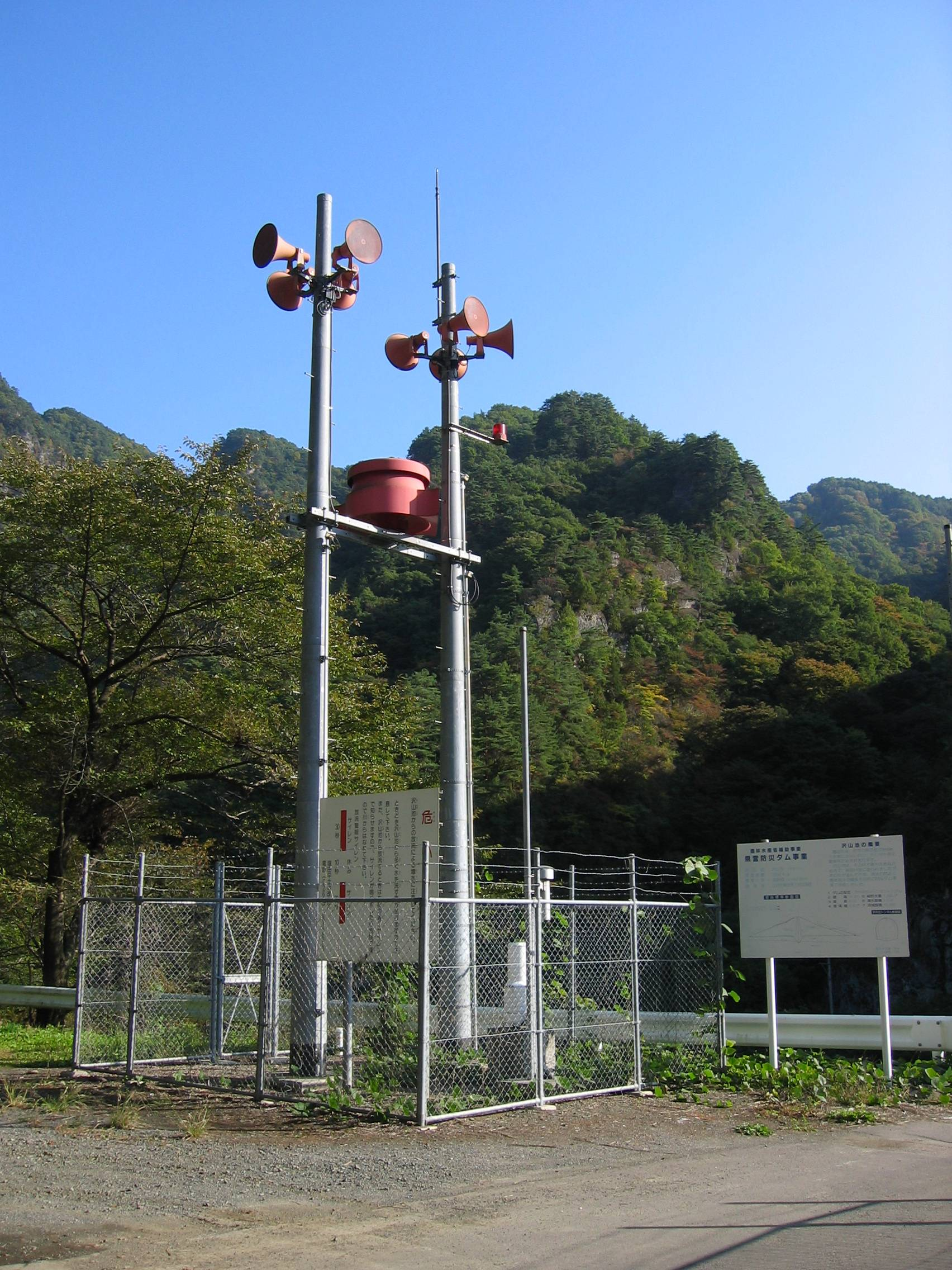
放流警報設備